# منتخب كرواتيا للكريكت
منتخب كرواتيا للكريكت هو ممثل كرواتيا الرسمي في المنافسات الدولية في الكريكت
.